# Erica feminarum
Erica feminarum är en ljungväxtart som beskrevs av E. G. H. Oliver. Erica feminarum ingår i släktet klockljungssläktet, och familjen ljungväxter. Inga underarter finns listade i Catalogue of Life.